# Chiasmus lobata
Chiasmus lobata är en insektsart som beskrevs av Ahmed, M. och Qadeer. Chiasmus lobata ingår i släktet Chiasmus och familjen dvärgstritar. Inga underarter finns listade i Catalogue of Life.